# Sherlock
Sherlock és una sèrie de televisió britànica de gènere dramàtic criminal. És una adaptació contemporània de les obres de Sir Arthur Conan Doyle, creada per Steven Moffat i Mark Gatiss, i protagonitzada per Benedict Cumberbatch com al detectiu Sherlock Holmes i Martin Freeman com al doctor John Watson. La primera temporada, que consta de tres episodis de 90 minuts, va ser estrenada el 25 de juliol del 2010 a la BBC One, i va rebre molt bones crítiques. Una segona temporada, també de tres episodis, fou estrenada a la BBC l'1 de gener del 2012.
La tercera temporada, amb quatre episodis, fou estrenada el 2015 a la BBC. I l'última temporada, amb també quatre capítols, fou estrenada el 2017 a la BBC.
La sèrie fou doblada al català per Televisió de Catalunya, i estrenada al Canal 3XL el 6 de març del 2011. Aquest canal n'emeté les dues primeres temporades. El març de 2023 es va anunciar que s'havien incorporat al catàleg de la plataforma digital TV3 a la carta.

## Argument
La sèrie és una adaptació lliure de les novel·les i contes de Conan Doyle sobre el detectiu Sherlock Holmes i el seu amic i ajudant, el doctor John Watson; les aventures presentades, però, tenen lloc al Londres contemporani. Watson és un veterà de la guerra a l'Afganistan i encara ha de recuperar el seu lloc en la societat civil. Un amic li suggereix que trobi un company de pis per compartir les despeses, i és quan es troba amb l'excèntric Holmes.

## Personatges

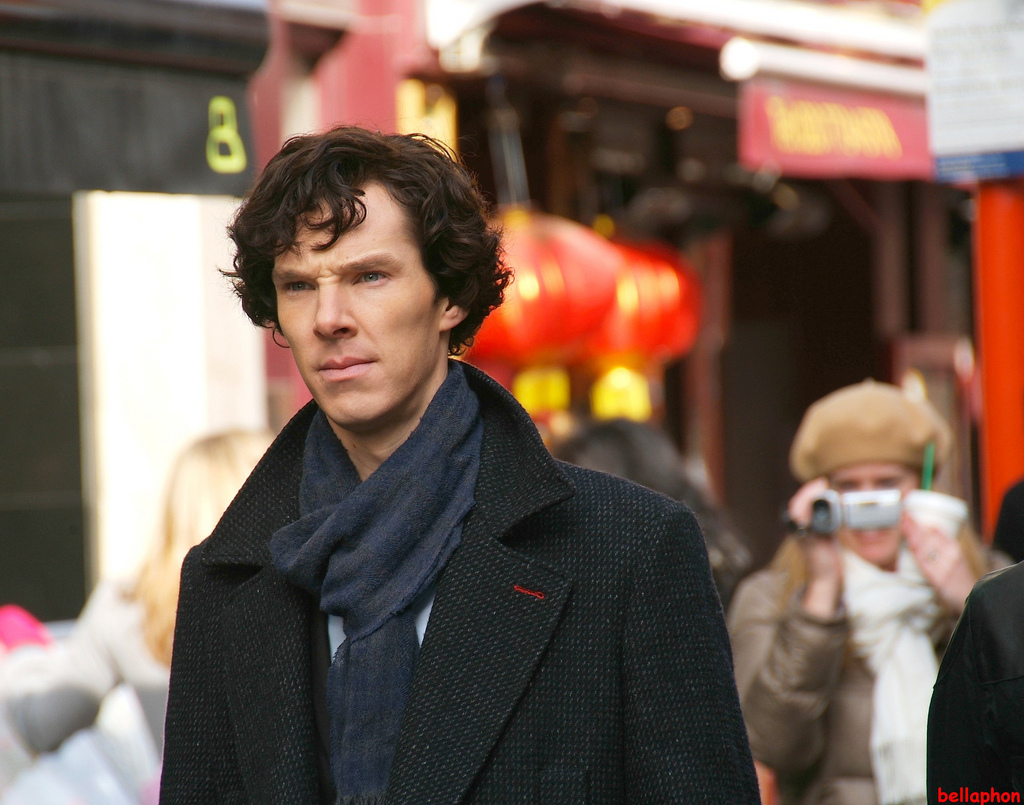
Benedict Cumberbatch en el rodatge de Sherlock

- Benedict Cumberbatch com a Sherlock Holmes
- Martin Freeman com a Dr. John Watson
- Una Stubbs com a Senyora Hudson
- Andrew Scott com a Jim Moriarty
- Mark Gatiss com a Mycroft Holmes
- Rupert Graves com a Inspector Lestrade
- Loo Brealey com a Molly Hooper

## Episodis
| Temporada | Temporada | Episodis | Duració al Regne Unit                     | Duració a Catalunya                     | Duració a Catalunya |
| --------- | --------- | -------- | ----------------------------------------- | --------------------------------------- | ------------------- |
|           | 1         | 3        | 25 de juliol de 2010 - 8 d'agost de 2010  | 6 de març de 2011 - 20 de març de 2011  |                     |
|           | 2         | 3        | 1r de gener de 2012 - 15 de gener de 2012 | 15 d'abril de 2012 - 29 d'abril de 2012 |                     |
|           | 3         | 3        | 1r de gener de 2014 - 12 de gener de 2014 | (No estrenada)                          |                     |
|           | Especial  | Especial | 1r de gener de 2016                       | (No estrenat)                           |                     |
|           | 4         | 4        | 1r de gener de 2017 - 15 de gener de 2017 | (No estrenada)                          |                     |

### Primera temporada
| # | # | Títol en català | Direcció      | Guió             | Data d'estrena al Regne Unit | Data d'estrena en català |
| 1 | 1 | Estudi en rosa  | Paul McGuigan | Steven Moffat    | 25 de juliol de 2010         | 6 de març de 2011        |
| La policia investiga tot un seguit de morts de persones que sembla que s'han suïcidat prenent una pastilla verinosa. La policia consulta Sherlock Holmes extraoficialment, que troba diverses pistes que li fan pensar que es tracta d'assassinats i no de suïcidis. Per altra banda, Holmes coneix el doctor Watson, que ben aviat es converteix en el seu col·laborador. |   |                 |               |                  |                              |                          |
| |   |                 |               |                  |                              |                          |
| 2 | 2 | El banquer cec  | Euros Lyn     | Stephen Thompson | 1 d'agost de 2010            | 13 de març de 2011       |
| Un amic de Sherlock li demana que l'ajudi a desxifrar uns símbols misteriosos pintats a la paret d'un banc. Més tard, un treballador del banc apareix mort. L'endemà, un periodista és assassinat i els mateixos símbols apareixen prop del cadàver. Holmes i Watson seguiran una sèrie de pistes que vinculen les dues morts amb la comunitat xinesa.                     |   |                 |               |                  |                              |                          |
| |   |                 |               |                  |                              |                          |
| 3 | 3 | El gran joc     | Paul McGuigan | Mark Gatiss      | 8 d'agost de 2010            | 20 de març de 2011       |
| Mycroft, el germà de Sherlock Holmes, li demana que investigui la mort d'un empleat del govern que treballava en un projecte secret, però ell refusa el cas. Per altra banda, un criminal repta Holmes a resoldre una sèrie de casos sota l'amenaça que, si no ho fa, moriran persones innocents.                                                                          |   |                 |               |                  |                              |                          |
| |   |                 |               |                  |                              |                          |

### Segona temporada
| # | # | Títol en català           | Director      | Guionistes     | Data d'estrena al Regne Unit | Data d'estrena en català |
| 4 | 1 | Un escàndol a Belgravia   | Paul McGuigan | Steven Moffat  | 1 de gener 2012              | 15 d'abril de 2012       |
| Un cas de xantatge que posa en perill la monarquia farà que en Sherlock i en John es vegin amenaçats pel terrorisme internacional, uns agents corruptes de la CIA i una conspiració on hi ha implicat el govern britànic. A més, el detectiu més famós de la història es trobarà cara a cara amb la seva adversària per excel·lència, freda, calculadora i brillant com el mateix Holmes: la seductora Irene Adler.                                                                    |   |                           |               |                |                              |                          |
| |   |                           |               |                |                              |                          |
| 5 | 2 | Els gossos de Baskerville | Paul McGuigan | Mark Gatiss    | 8 de gener 2012              | 22 d'abril de 2012       |
| El cas més conegut d'en Sherlock Holmes: un monstre infernal i un home mort de por. Dartmoor sempre ha estat un lloc mític i llegendari, però potser s'hi amaga alguna cosa més. Perquè Dartmoor també acull una de les operacions més secretes del govern: el centre de recerca d'armament químic i biològic. Les històries sobre els experiments de Baskerville estan més vives que mai...                                                                                           |   |                           |               |                |                              |                          |
| |   |                           |               |                |                              |                          |
| 6 | 3 | La caiguda de Reichenbach | Toby Haynes   | Steve Thompson | 15 de gener 2012             | 29 d'abril de 2012       |
| En James Moriarty és la ment criminal més brillant que s'ha conegut mai. En Sherlock i en John sabien que es passaria una bona temporada amagat, però ni tan sols ells s'imaginaven que hi hagués algú capaç d'actuar amb tanta audàcia i tant de cinisme per tornar a sortir als titulars. El crim del segle: a la Torre de Londres, al Banc d'Anglaterra i a la presó de Pentonville, el mateix dia i per art de màgia. Però el pla d'en Moriarty no s'atura aquí, ni de bon tros... |   |                           |               |                |                              |                          |
| |   |                           |               |                |                              |                          |

### Tercera temporada
| # | # | Títol original    | Director        | Guionistes      | Data d'estrena al Regne Unit |
| 7 | 1 | The Empty Hearse  | Jeremy Lovering | Mark Gatiss     | 1 de gener del 2014          |
| Dos anys després de la Caiguda de Reichenbach, en Watson ha reprès la seva vida, més tranquil·la que quan en Sherlock era viu. Però hi ha l'amenaça d'un atac terrorista sobre Londres, fet que farà ressuscitar en Sherlock Holmes. Però si ell pensa que tot segueix tal com ho va deixar s'equivoca, i s'emportarà una gran sorpresa. |   |                   |                 |                 |                              |
| |   |                   |                 |                 |                              |
| 8 | 2 | The Sign of Three | Colm McCarthy   | Stephen Tompson | 5 de gener del 2014          |
| En Sherlock s'enfronta al seu repte més gran: fer el discurs de padrí al casament d'en John. Però no tot és el que sembla ja que hi haurà algun mort a la recepció. |   |                   |                 |                 |                              |
| |   |                   |                 |                 |                              |
| 9 | 3 | His Last Vow      | Nick Hurran     | Steven Moffat   | 12 de gener del 2014         |
| Un cas de cartes robades porta en Sherlock a un conflicte amb en Charles Augustus Magnussen, considerat el Napoleó del xantatge, i l'únic home que realment odia. |   |                   |                 |                 |                              |
| |   |                   |                 |                 |                              |

### Especial del 2016
| Títol original | Director          | Guionistes                  | Data d'estrena al Regne Unit |
| --- | ----------------- | --------------------------- | ---------------------------- |
| «The Abominable Bride» | Douglas Mackinnon | Steven Moffat i Mark Gatiss | 1 de gener del 2016          |
| En Sherlock entra al seu palau mental sota la influència de les drogues per resoldre un cas de l'època victoriana sobre una núvia que es dispara al cap i després surt de la tomba per matar el seu marit. Si en Sherlock aconsegueix resoldre l'assassinat, podria descobrir com s'ho va fer en Moriarty per ressuscitar després de disparar-se al cap. Resol el cas i conclou que en Moriarty és, en efecte, mort, però que va deixar coses planejades per a la posteritat. |                   |                             |                              |

### Quarta temporada
Steven Moffat va confirmar el 2014 que hi hauria una quarta temporada de Sherlock. Aquesta, de tres episodis, es preveia que es comencés a gravar l'abril del 2016 i que s'estrenés el 2017. El rodatge va començar el 4 d'abril de 2016, i va acabar el 5 d'agost. El maig de 2016 es va anunciar que Toby Jones interpretaria un antagonista de les històries de Sir Arthur Conan Doyle. La quarta temporada es va estrenar l'1 de gener de 2017, amb l'episodi "The Six Thatchers".
| # | # | Títol original      | Director       | Guionistes                  | Data d'estrena al Regne Unit |  |
| 11 | 1 | The Six Thatchers   | Rachel Talalay | Mark Gatiss                 | 1 de gener del 2017          |  |
| La policia demana a Sherlock que investigui la misteriosa mort d'un home jove, que ràpidament soluciona, però topa amb un altre misteri quan trenquen un bust de Margaret Thatcher del pare de l'home mort. Trenquen més busts, i Sherlock descobreix que el misteri està enllaçat amb Mary i el seu passat com a agent del govern. Una figura del seu passat que creu que Mary l'havia traït torna, però Sherlock descobreix que realment algú altre era el traïdor. El títol està basat vagament en la història curta de Doyle titulada "The Adventure of the Six Napoleons". |   |                     |                |                             |                              |  |
| |   |                     |                |                             |                              |  |
| 8 | 2 | The Lying Detective | Nick Hurran    | Steven Moffat               | 8 de gener del 2017          |  |
| Un magnat de la sanitat i d'altres negocis confessa les seus malifetes davant els seus millors amics i la seva filla tot i que els administra una droga que els priva de recordar la seva confessió. Sherlock, distanciat del seu amic Watson per la mort de Mary, rep la visit de la filla del magnat, qui li confessa la seva inquietud pel comportament del seu pare i es troba estranyament lligada al comportament del detectiu. Aquest investiga Culverton Smith, el magnat, i per primera vegada sembla que les seves deduccions resulten ser falses quan aquest li presenta la seva filla. Agredit per Watson Sherlock roman ingressat en una de les clíniques de Culverton on descobreix el terrible secret que aquest havia confiat als seus amics. Al final de l'episodi Watson, reconciliat amb Sherlock, rep un xoc monumental de mans de la seva psiquiatra. |   |                     |                |                             |                              |  |
| |   |                     |                |                             |                              |  |
| 9 | 3 | The Final Problem   | Ben Caron      | Steven Moffat i Mark Gatiss | 15 de gener del 2017         |  |
| |   |                     |                |                             |                              |  |
| |   |                     |                |                             |                              |  |

### Futur
Moffat va confirmar el 2014 que hi hauria una cinquena temporada de Sherlock, i Benedict Cumberbatch va confirmar que ja havia signat per una cinquena temporada.